# Maladie de Niemann-Pick type C
Pour les articles homonymes, voir NPC.
Cet article traite du type C de la maladie de Niemann-Pick qui n'a aucun rapport avec la maladie de Niemann-Pick de type A et B.
La maladie de Niemann-Pick type C est une maladie lysosomale par accumulation de cholestérol non estérifié. Cette pathologie se manifeste soit dans l'enfance, dans l'adolescence ou à l'âge adulte.

## Épidémiologie
Son incidence est d'environ un cas sur 120 000 naissances vivantes.

## Cause
La forme la plus fréquente de maladie de Niemann-Pick type C est le type C1 en rapport avec une mutation du gène NPC1, présente dans 95 % des malades. Quelques cas sont dus à une mutation du gène NPC2. La maladie est de transmission autosomique récessive.
Il n'existe pas de test fiable permettant de détecter les porteurs.

## Description
La forme infantile se manifeste par une ascite avec insuffisance hépatique sévère ou une insuffisance respiratoire sévère. Parfois la maladie ne se manifeste que par une hypotonie avec un retard de développement.
La forme classique survient vers l'âge de 10 ans avec apparition insidieuse d'une ataxie, de troubles spastiques et d'une démence. Une dystonie et une épilepsie sont habituelles. Des troubles de l'élocution et de la déglutition sont présents. L'alimentation orale est parfois impossible.
La forme adulte se manifeste surtout par des troubles neurologiques et psychiatriques.

## Diagnostic
Le diagnostic est souvent tardif à cause de l'absence d'hépatomégalie et le résultat des tests de dépistage urinaire des maladies lysosomales est négatif. La mise en évidence est faite par une biopsie de peau montrant d'une accumulation de cholestérol non estérifié dans les lysosomes (coloration par la filipine). Le diagnostic est ensuite confirmée par le test génétique.

## Évolution
La progression de la maladie est plus rapide chez l'enfant jeune que pour les formes tardives. la présence de troubles cognitifs, de troubles de la coordination ou de convulsions sont indicateurs d'une évolution plus rapide.

## Traitement
La prise en charge a fait l'objet de la publication de recommandations en 2018.
Le miglustat permet la stabilisation de la maladie, voire une légère amélioration, dans deux tiers des cas, que cela soit chez l'adulte ou chez l'enfant. Une autre piste est l'injection intrathécale de 2-hydroxypropyl-β-cyclodextrine qui semble ralentir l'évolution.
Le N-acétyl-L-leucine semble avoir une certaine efficacité sur l'évolution neurologique.

## Associations
- (fr) Association Vaincre les Maladies Lysosomales